# Traganum
Traganum là chi thực vật có hoa trong họ Amaranthaceae.